# Nykøbing F (parochie)
Nykøbing F is een parochie van de Deense Volkskerk in de Deense gemeente Guldborgsund. De parochie maakt deel uit van het bisdom Lolland-Falster en telt 14105 kerkleden op een bevolking van 16764 (2004). 
De parochie was tot 1970 deel van Falsters Sønder Herred. In dat jaar werd de parochie opgenomen in de nieuwe gemeente Nykøbing Falster. Deze ging in 2007 op in de fusiegemeente Guldborgsund.

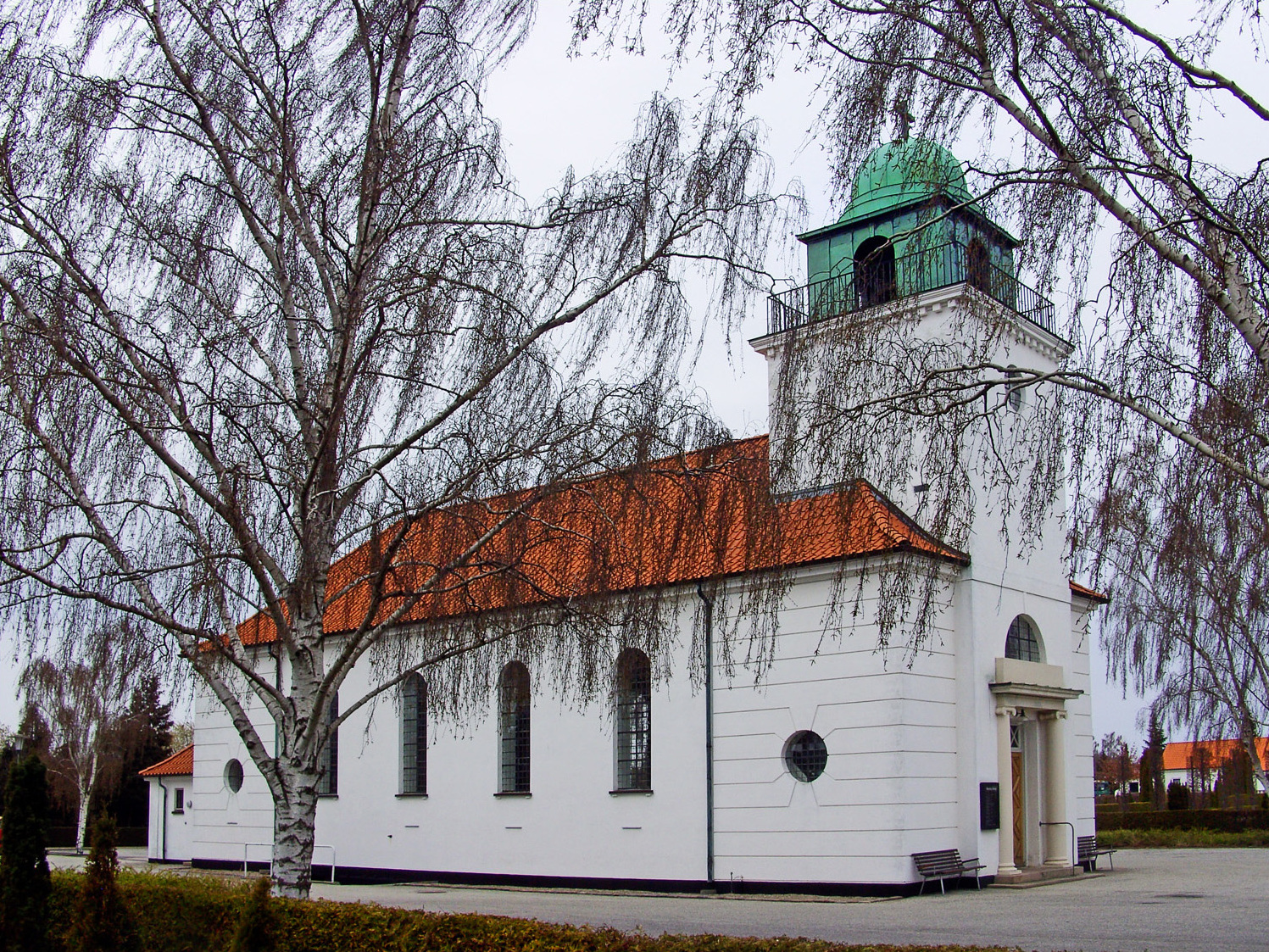
Nordre Kirke

## Zie ook

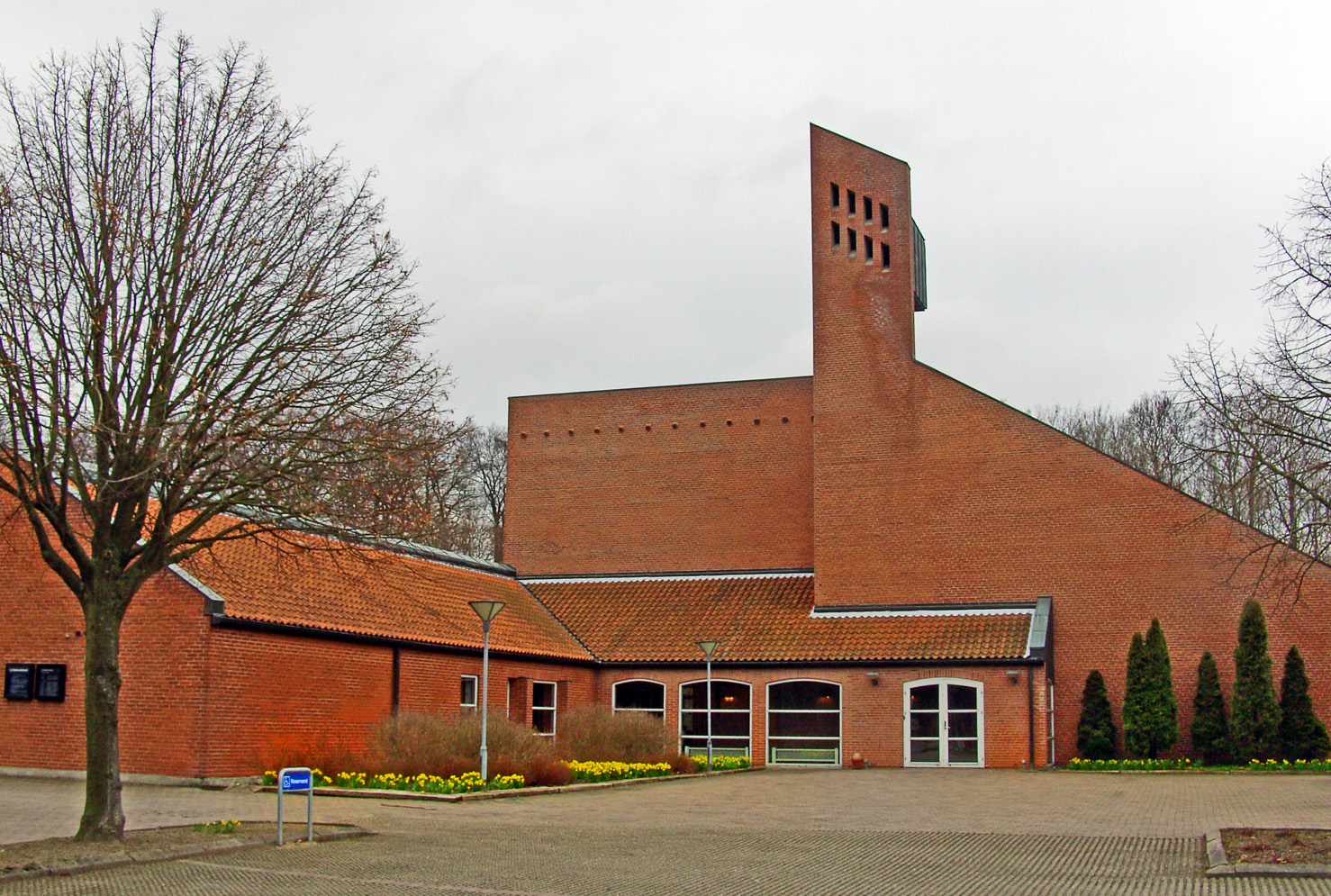
Lindeskovkirken